# Halton (circonscription britannique)
Pour les articles homonymes, voir Halton.

La circonscription dans le Cheshire.

Halton est une ancienne circonscription électorale anglaise située dans le Cheshire et représentée à la Chambre des communes du Parlement britannique. Créée en 1983, elle est supprimée en 2024.

## Histoire
La circonscription est créée pour les élections législatives de 1983 puis est modifiée en 1997 et 2010.
En 2023, elle est supprimée lors du redécoupage des circonscriptions du Parlement et disparaît à l'issue des élections législatives de 2024.